# Luis Orgaz Yoldi
Pour les articles homonymes, voir Orgaz et Yoldi.
Luis Orgaz Yoldi, né à Vitoria le 28 mai 1881 et mort à Madrid le 31 janvier 1946 est un militaire espagnol.

## Biographie
Impliqué dans la Sanjurjada de 1932, il est muté aux îles Canaries. Lors du soulèvement du 19 juillet 1936 qui déclenche la guerre civile espagnole, il rallie le camp nationaliste et assure l'envoi de troupes marocaines dans la péninsule. Il est l'un des généraux qui soutiennent la nomination de Franco comme Generalísimo.
Il participe en tant que chef de division à la bataille de Madrid, à celle de Jarama et à celle de Guadalajara.
Chefs des armées du Levant jusqu'à la fin de la guerre, il est capitaine général de Catalogne de 1939 à 1941, haut-commissaire du protectorat espagnol du Maroc de 1941 à 1945 (période au cours de laquelle, aux côtés d'autres militaires comme Galarza Morante, il demande la restauration de la monarchie) et, peu avant de mourir, chef du haut État major.